# جوناثان توتو
جوناثان توتو (بالفرنسية: Jonathan Toto)‏ (30 مارس 1990 في فرنسا - ) هو لاعب كرة قدم فرنسي في مركز الهجوم. لعب مع نادي كانون ياوندي ونادي لنيانو ويانج لايونز وÉtoile FC ‏ وDoxa Drama F.C. ‏ ونادي غرينوك مورتون.

## وصلات خارجية
- جوناثان توتو على موقع قاعدة بيانات كرة القدم.إي يو (الإنجليزية)
- جوناثان توتو على موقع Soccerbase.com (لاعب) (الإنجليزية)
- جوناثان توتو على موقع Soccerway.com (الإنجليزية)